# Territoires (film)
Pour les articles homonymes, voir Territoires.
Pour plus de détails, voir Fiche technique et Distribution.
Territoires (Territories) est un thriller franco-canadien coécrit et réalisé par Olivier Abbou, sorti au cinéma en 2011.

## Synopsis
Revenant d’un mariage au Canada, cinq amis à bord d'un 4x4 rentrent aux États-Unis, lorsqu'ils se font arrêter en pleine forêt par deux douaniers de la police des Frontières. Alors qu’ils n’ont rien à se reprocher, les policiers trouvent un sachet de marijuana dans un de leurs bagages, ils les accusent alors de terrorisme, les arrêtent et leur font subir des interrogatoires brutaux. Les cinq amis restant silencieux, les douaniers, qui s'avèrent être d'anciens militaires ayant servi en Irak mais aussi au camp de Guantánamo, décident de les séquestrer dans des cages cachées au cœur de la forêt, à l’abri des regards, allant même jusqu'à les torturer, notamment en les marquant comme du bétail, les privant de sommeil et les interrogeant comme des criminels…

## Fiche technique
- Titre français : Territoires
- Titre original : Territories
- Réalisation : Olivier Abbou
- Scénario : Olivier Abbou et Thibault Lang-Willar
- Photographie : Karim Hussain
- Décors : Annie Dufort
- Costumes : Jean-Andre Carrière et Roger Martin
- Montage : Douglas Buck
- Musique : Clément Tery
- Productions : Richard Goudreau, Sylvain Proulx, Raphaël Rocher et Jérôme Vidal
- Sociétés de production : Les films du territoire, Capture the Flag Films, Les Films Esplanade et Noodles Production
- Sociétés de distribution : Alliance Vivafilm (Canada), Remstar Distribution (Canada) et SND (France)
- Pays :  Canada,  France
- Langues : anglais, français
- Genre : thriller horrifique
- Durée : 110 minutes[réf. nécessaire]
- Date de sortie en salles :
  -  France : 8 juin 2011 ; 3 janvier 2012
- Public : Interdit aux moins de 16 ans[1]

## Distribution
- Roc LaFortune : Samuel Torrance
- Sean Devine : Walter Sotos
- Nicole Leroux (VF : Ariane Aggiage) : Leslie Goldberg
- Cristina Rosato (VF : Dorothée Pousséo) : Michelle Harris
- Michael Mando (VF : Jonathan Amram) : Jalii Adel Kahlid
- Alex Weiner (VF : Geoffrey Vigier) : Tom Goldberg
- Stephen Shellen (VF : Patrick Béthune) : l'inspecteur Rick Brautigan
- Tim Rozon (VF : Stanislas Forlani) : Gabriel Delgado
- Vlasta Vrána (en) (VF : Richard Leblond) : le shérif White

 Source et légende : version française (VF) sur RS Doublage